# Lesinhan la Ceba
Lesinhan de la Ceba (en francès Lézignan-la-Cèbe) és un municipi occità del Llenguadoc, situat al departament de l'Erau i a la regió d'Occitània.